# Pelasgus stymphalicus
Pelasgus stymphalicus är en fiskart som först beskrevs av Valenciennes, 1844.  Pelasgus stymphalicus ingår i släktet Pelasgus och familjen karpfiskar. IUCN kategoriserar arten globalt som livskraftig. Inga underarter finns listade i Catalogue of Life.